# 呉法憲
呉 法憲（ご・ほうけん、1915年 - 2004年10月17日）は、中華人民共和国の軍人。

## 略歴
1915年、江西省吉安市永豊県に生まれる。
1930年、中央ソビエト区で中国共産主義青年団に参加、また中国工農紅軍に参加。長征にも参加。
1932年、中国共産党入党。
抗日戦争期、解放戦争期を通して、八路軍、新四軍、東北民主聯軍（後の中国人民解放軍第四野戦軍）で活動。
中華人民共和国建国後は、主に空軍の創立、発展に従事し、空軍副政治委員、空軍政治委員、空軍司令員を務める。
1955年、中国人民解放軍中将に任じられる。
林彪との密接な関係で知られ、林彪の推薦で1965年に空軍司令員となり、林彪の子の林立衡(林豆豆)、林立果を空軍で引き受ける。
文化大革命中は、さらに中国人民解放軍副総参謀長、中国共産党中央軍事委員会弁事組副組長、中国共産党中央政治局委員を務める。いわゆる林彪派・四大金剛の一人であった。
1971年9月林彪事件に連座するが、呉法憲ら林彪派将軍は9月13日の林彪逃亡は事前にまったく知らなかったという。9月24日午前8時頃他の林彪派将軍と共に人民大会堂福建庁に呼び出され周恩来より毛沢東の裁可による全職務解任、隔離審査の通告を受ける。ただちに解放軍北京衛戍区通県連部に連行され、以後家族を含め外部との連絡を絶たれる。1973年8月中国共産党を除名される。1976年12月には秦城監獄に投獄される。
1980年11月-1981年1月の中国最高人民法院特別法廷（林彪四人組裁判）で懲役17年、政治権利剥奪5年の判決を受ける(隔離審査期間は刑期に繰り込み）。
1981年9月、病気治療を理由に仮釈放される(保外就医)。以後、山東省済南で一市民として生活する。保外就医期は約40平方メートルの部屋で妻と生活、1988年刑期満了以後は退職高級幹部の待遇を受ける。晩年は能書家で知られた。また1995年に完成する回想録を執筆した。死後香港で出版された回想録『呉法憲回憶録 歳月艱難』は、中国現代史の貴重な記録であり、特に林彪事件について中国での公式見解に強く異議を唱えている。
2000年脳溢血で倒れ入院し、意識不明のまま2004年10月17日逝去。